# ناعومي جيمس
ناعومي جيمس (بالإنجليزية: Naomi James)‏ هي مستكشفة نيوزيلندية، ولدت في 2 مارس 1949.

## وصلات خارجية
- ناعومي جيمس على موقع IMDb (الإنجليزية)